# Cosmos 1241
Cosmos 1241 (en cirílico, Космос 1241) fue un satélite artificial militar soviético perteneciente a la clase de satélites DS (de tipo DS-P1-M) y lanzado el 21 de enero de 1981 mediante un cohete Kosmos-3 desde el cosmódromo de Plesetsk.

## Objetivos
Cosmos 1241 fue parte de un sistema de satélites utilizados como objetivos de prueba para el programa de armas antisatélite IS y para armas antimisiles. Los satélites del tipo DS-P1-M no se limitaban a ser satélites pasivos, sino que tenían sensores para registrar la dirección e intensidad del impacto entre otros parámetros. El sistema estuvo en funcionamiento hasta 1983, año en que la Unión Soviética abandonó el programa de armas antisatélite.
El propósito declarado por la Unión Soviética ante la Organización de las Naciones Unidas en el momento del lanzamiento era realizar "investigaciones de la atmósfera superior y el espacio exterior".

## Características
El satélite tenía una masa de 650 kg y forma de poliedro hexagonal. El satélite fue inyectado inicialmente en una órbita circular con una altura de unos 1000 km, con una inclinación orbital de 65,8 grados y un período de 105 minutos.
Cosmos 1241 fue el objetivo de los interceptores Cosmos 1243 y Cosmos 1258, ninguno de los cuales destruyó a su objetivo